# Hrabstwo Vermilion
Hrabstwo Vermilion – hrabstwo w USA, w stanie Illinois, z liczbą ludności wynoszącą 83 919, według spisu z 2000 roku. Siedzibą administracji hrabstwa jest Danville.

## Geografia
Według spisu hrabstwo zajmuje powierzchnię 2 337 km², z czego 2 329 km² stanowią lądy, a 8 km² (0,34%) wody.  

### Sąsiednie hrabstwa
- Hrabstwo Iroquois – północ
- Hrabstwo Benton – północny wschód
- Hrabstwo Warren – wschód
- Hrabstwo Vermillion – wschód
- Hrabstwo Edgar – południe
- Hrabstwo Douglas – południowy zachód

Stan Illinois na mapie USA

- Hrabstwo Champaing – zachód
- Hrabstwo Ford – północny zachód

## Historia
Hrabstwo Vermilion zostało nazwane po rzece Vermilion, przepływającej przez tereny hrabstwa.

## Demografia
Według spisu z 2000 roku hrabstwo zamieszkuje 83 919 osób, które tworzą 33 406 gospodarstw domowych oraz 22 315 rodzin. Gęstość zaludnienia wynosi 36 osób/km². Na terenie hrabstwa jest 36 349 budynków mieszkalnych o częstości występowania wynoszącej 16 budynków/km². Hrabstwo zamieszkuje 85,84% ludności białej, 10,58% ludności czarnej, 0,22% rdzennych mieszkańców Ameryki, 0,59% Azjatów, 0,02 mieszkańców Pacyfiku, 1,44% ludności innej rasy oraz 1,30% ludności wywodzącej się z dwóch lub więcej ras, 2,98% ludności to Hiszpanie, Latynosi lub inni.
W hrabstwie znajduje się 33 406 gospodarstw domowych, w których 30,10% stanowią dzieci poniżej 18. roku życia mieszkający z rodzicami, 50,60% małżeństwa mieszkające wspólnie, 12,20% stanowią samotne matki oraz 33,20% to osoby nie posiadające rodziny. 28,90% wszystkich gospodarstw domowych składa się z jednej osoby oraz 13,50% żyje samotnie i ma powyżej 65. roku życia. Średnia wielkość gospodarstwa domowego wynosi 2,42 osoby, a rodziny 2,96 osoby.
Przedział wiekowy populacji hrabstwa kształtuje się następująco: 25,00% osób poniżej 18. roku życia, 8,40% pomiędzy 18. a 24. rokiem życia, 27,20% pomiędzy 25. a 44. rokiem życia, 23,40% pomiędzy 45. a 64. rokiem życia oraz 16,00% osób powyżej 65. roku życia. Średni wiek populacji wynosi 38 lat. Na każde 100 kobiet przypada 96,90 mężczyzn. Na każde 100 kobiet powyżej 18. roku życia przypada 94,80 mężczyzn.
Średni dochód dla gospodarstwa domowego wynosi 34 071 USD, a dla rodziny 41 553 dolarów. Mężczyźni osiągają średni dochód w wysokości 32 305 dolarów, a kobiety 22 210 dolarów. Średni dochód na osobę w hrabstwie wynosi 16 787 dolarów. Około 9,70% rodzin oraz 13,30% ludności żyje poniżej minimum socjalnego, z tego 18,90% poniżej 18. roku życia oraz 9,20% powyżej 65. roku życia.

## Okręgi
W Hrabstwie Vermilion jest 19 okręgów:

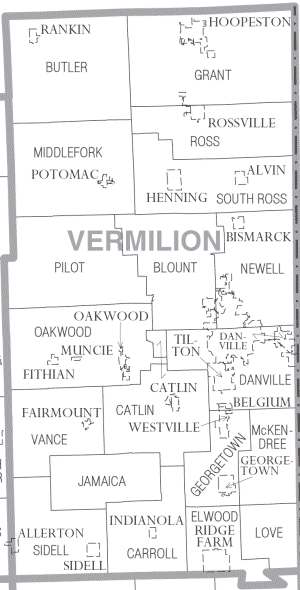
Okręgi w hrabstwie Vermilion

- Okręg Blount
- Okręg Butler
- Okręg Carroll
- Okręg Catlin
- Okręg Danville
- Okręg Elwood
- Okręg Georgetown
- Okręg Grant
- Okręg Jamaica
- Okręg Love
- Okręg McKendree
- Okręg Middlefork
- Okręg Newell
- Okręg Oakwood
- Okręg Pilot
- Okręg Ross
- Okręg Sidell
- Okręg South Ross
- Okręg Vance

## Miasta
- Danville
- Georgetown
- Hoopeston
- Olivet (CDP)

## Wsie
- Allerton
- Alvan
- Belgium
- Bismarck
- Catlin
- Fairmount
- Fithian
- Henning
- Indianola
- Muncie
- Oakwood
- Potomac
- Rankin
- Ridge Farm
- Rossville
- Sidell
- Tilton
- Westville